# John Mackenzie
Pour les articles homonymes, voir John Mackenzie (homonymie) et Mackenzie.
John Mackenzie, né le 16 août 1932 à Édimbourg (Écosse), et mort le 8 juin 2011, est un réalisateur de télévision et de cinéma britannique.

## Filmographie

### Télévision
- 1966 : Thirty-Minute Theatre (en), épisode : The Queen Street Girls (épisode tv)
- 1967 : The Wednesday Play (en), épisode : The Profile of a Gentleman (épisode tv)
- 1967 : The Wednesday Play (en), épisode : The Voices in the Park (épisode tv)
- 1967 : Thirty-Minute Theatre (en), épisode : The Gun (épisode tv)
- 1968 : The Jazz Age (série télévisée)
- 1968 : The Wednesday Play (en), épisode : Mrs. Lawrence Will Look After It (épisode tv)
- 1969 : There Is Also Tomorrow (tv)
- 1969 : ITV Saturday Night Theatre, épisode : Bangelstein's Boys (épisode tv)
- 1970 : W. Somerset Maugham, épisode : Rain (épisode tv)
- 1973 : Play for Today, épisode : Shutdown (épisode tv)
- 1974 : Play for Today, épisode : Taking Leave (épisode tv)
- 1974 : Country Matters (feuilleton tv)
- 1975 : Play for Today, épisode : A Passage to England (épisode tv)
- 1975 : Play for Today, épisode : Just Another Saturday (épisode tv)
- 1976 : Play for Today, épisode : The Elephant's Graveyard (épisode tv)
- 1976 : Play for Today, épisode : Double Dare (épisode tv)
- 1978 : Play for Today, épisode : Red Shift (épisode tv)
- 1979 : The Dick Francis Thriller: The Racing Game (série télévisée)
- 1979 : Play for Today, épisode : Just a Boys' Game (épisode tv)
- 1986 : Act of Vengeance (en) (tv)
- 1993 : Voyage (en) (tv)
- 1995 : The Infiltrator (en) (tv)
- 1996 : Voyage vers l'enfer (Deadly Voyage) (tv)
- 1998 : Aldrich Ames: Traitor Within (tv)
- 1998 : Looking After Jo Jo (en) (tv)

### Cinéma
- 1970 : One Brief Summer (en)
- 1971 : Mort d'un prof (Unman, Wittering and Zigo )
- 1972 : Made
- 1977 : Apaches
- 1979 : A Sense of Freedom (en)
- 1980 : Racket : Du sang sur la Tamise (The Long Good Friday)
- 1983 : Le Consul honoraire (The Honorary Consul)
- 1985 : The Innocent (en)
- 1987 : Le Quatrième Protocole (The Fourth Protocol)
- 1990 : L'enfer bleu (The Last of the Finest)
- 1992 : Ruby
- 2000 : When the Sky Falls (en), inspiré de l'histoire de Veronica Guerin
- 2003 : Un tueur aux trousses (Quicksand)

### Autres
Il a aussi été intervenant dans :
- 2006 : Bloody Business : lui-même (vidéo)
- 2007 : British Film Forever, épisode : Hardship, Humour and Heroes : The Story of British Realism : lui-même (épisode tv)
- 2007 : British Film Forever, épisode : Guns, Gangsters and Getaways : The Story of the British Crime Thriller : lui-même (épisode tv)

## Distinctions
- Sélection à la Mostra de Venise 1972 pour Made[2]